# اندی والاس (تهیه‌کننده)
اندی والاس (انگلیسی: Andy Wallace؛ زادهٔ ۱۹۴۷) یک تهیه‌کننده موسیقی، و مهندس اهل ایالات متحده آمریکا است. 